# Adriano Galliani
Adriano Galliani (sinh 30 tháng 7 năm 1944 tại Monza) là một chủ doanh nghiệp về bóng đá người Ý. Ông từng rất nổi tiếng khi vừa là một cổ đông trong câu lạc bộ AC Milan vừa là chủ tịch của Serie A. Tuy nhiên mùa hè năm 2006 ông bị buộc phải từ cả hai chức vụ này do dính líu tới vụ scandal nổi tiếng của bóng đá Ý lúc đó, Calciopoli hoặc Moggiopoli. Bởi vụ việc này ông đã bị cấm liên quan đến bóng đá trong vòng 1 năm. Nhưng sau đó mức án này đã được giảm xuống, đầu tiên là giảm còn 9 tháng sau đó lại giảm tiếp còn 5 tháng. Hiện tại ông đang là phó chủ tịch câu lạc bộ AC Milan thay cho Silvio Berlusconi khi Berlusconi trở thành thủ tướng Italia lần thứ 3.
Galliani cũng nổi tiếng với vẻ bề ngoài của mình, ông có một cái đầu trọc lóc và 2 hàng lông mày rất rậm. Ông cũng nổi tiếng với biệt danh Uncle Fester, biệt danh này có nguồn gốc từ The Addams Family (một tác phẩm nổi tiếng của họa sĩ hoạt hình Mỹ, Charles Addams được làm thành phim hoạt hình, chương trình tivi, phim, trò chơi..)